# Одена, Лина
Паулина Одена Гарсия, Лина Одена (кат. Paulina Ódena Garcia; 22 января 1911, Барселона, Испания — 14 сентября 1936, Гранада, Испания) — каталонская коммунистка, генеральный секретарь организации Коммунистическая молодёжь Каталонии, погибла во время Гражданской войны в Испании.

## Биография

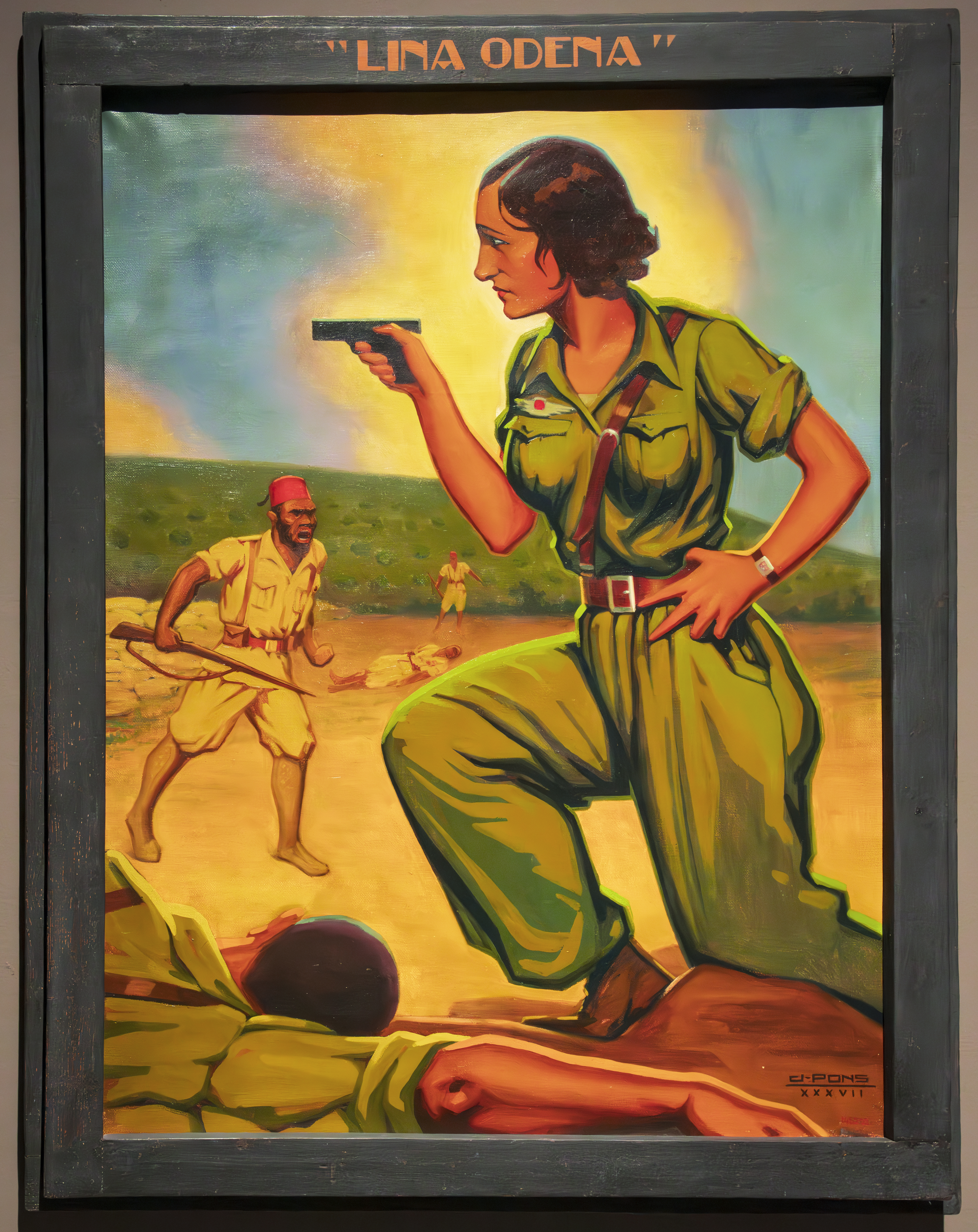
J.Pons - Museu Nacional d'Art de Catalunya

С юных лет Лина трудилась в портняжной мастерской, принадлежавшей её семье. Но увлечение коммунизмом и участие в деятельности Коммунистической молодежи Каталонии привели к конфликту с родителями, в результате чего Лина Одена начала самостоятельную жизнь.
В 1931 году вскоре после провозглашения Второй Испанской Республики Лина в составе делегации молодых каталонцев была направлена на 14-месячное обучение в Международную ленинскую школу в Москве. Вернувшись в Испанию, Лина Одена участвовала в создании Коммунистической партии Каталонии, вошла в Национальное Бюро Коммунистической партии Испании в качестве делегата от Каталонии. В 1933 году была назначена Генеральным секретарем Коммунистической молодежи Каталонии и выдвинута кандидатом на выборы в парламент Республики. Но на выборах победили правые.
6 октября 1934 года во время Октябрьского восстания в Испании Лина Одена участвовала в вооруженных столкновениях в Сан-Кугат-дель-Вальесе и Барселоне.
В 1936 году Лина была направлена в Мадрид, где принимала активное участие в предвыборной кампании к всеобщим выборам. Лина Одена вместе с Долорес Ибаррури организовали митинги во многих городах Испании.
Во время путча 18 июля 1936 года Лина Одена находилась в Альмерии на съезде Социалистической молодежи Испании. Она записалась добровольцем в республиканскую армию и участвовала в боях в Альмерии, Хаэне, Гуадиксе, Мотриле и Гранаде.
14 сентября 1936 года Лина Одена, сбившись с пути на автомобиле, оказалась в деревне, занятой фалангистами. Дабы избежать ареста, Лина Одена покончила с собой.

## Память
- Стихотворение поэтессы Елизаветы Полонской «Песня о Лине Одена» (1938).
- Стихотворение башкирского поэта Хусаина Кунакбая «Лина Одена».
- Поэма туркменской поэтессы Тоушан Эсеновой «Стальная девушка» (1937).
- Стихотворение испанского поэта Педро Гарфиаса «Лина Одена».
- Именем Лины Одены названа улица в Уфе.
- Стихотворение белорусского поэта Аркадия Гейне[бел.] «Баллада о Лине Одена»[3]